# Benedikte Esperi
Karin Benedikte Louise Sundström Esperi, född 8 mars 1969, är en svensk performanceartist, koreograf, filmare, konstnär och kurator.

## Biografi
Esperi skapar verk för dansscener, utställnings- och offentliga miljöer. Hon är styrelsemedlem i det konstnärsdrivna Galleri 54, Göteborg, och driver en rad festivaler bland annat med konstnärskollektivet The Tiny Festival Producers. Hon är vidare initiativtagare och konstnärlig ledare för Finnekumla Dans & Konstscen. Esperi har skapat verk för Röhsska museet, Göteborgs stadsmuseum, Röda sten konsthall, Atalante, 24 kvadrat, 3:e Våningen, Teater Trixter och ett antal internationella konst- och danssammanhang, bland dem Movement Research och ZAZ10TS i New York.   
Hon undervisar på Högskolan för scen och musik vid Göteborgs universitet. och Skapande skola. I sina verk utforskar och utmanar Esperi gränserna för koreografi och kroppars maktpositioner. Hon refereras ofta till postmodern dans och avantgardistisk estetik.

## Bildgalleri

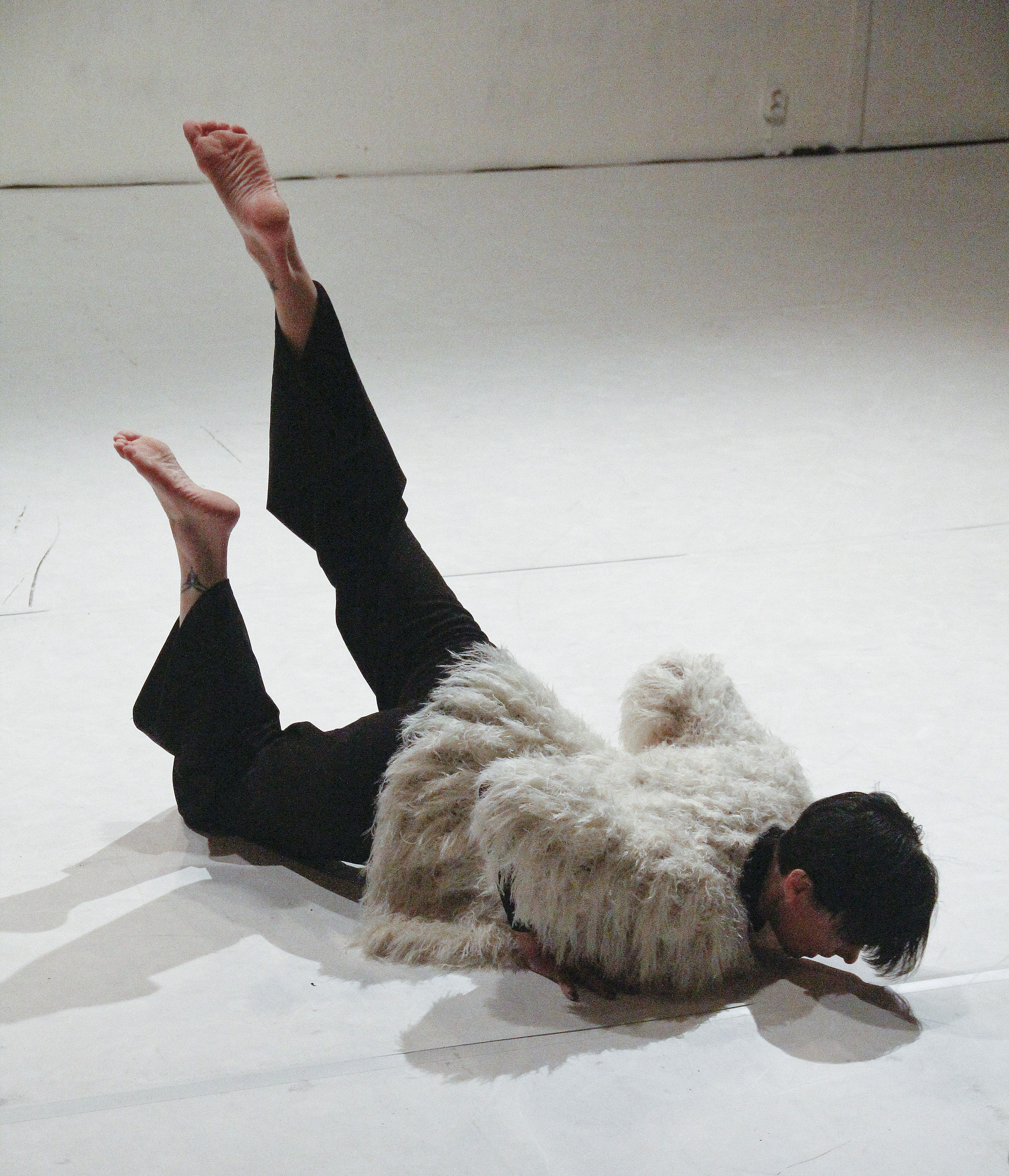
Improvisation, Cinnober 2020.
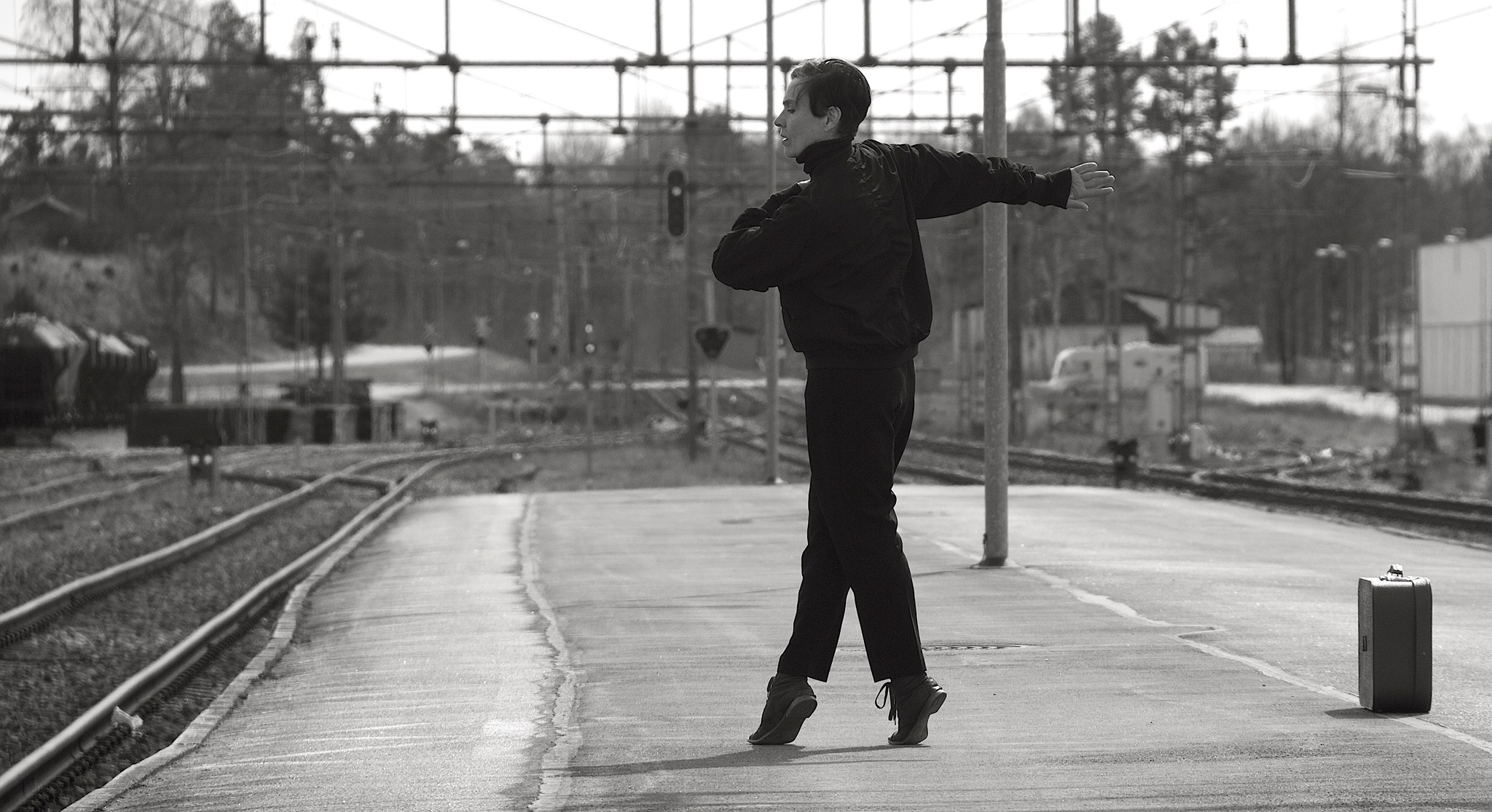
Dansa en Plats 1:2, 12 short performances, Limmared, april 2021.

## KOREOARTscape
Esperi är upphovsperson till konceptet KOREOARTscape, som är koreografiska kortfilmer skapade för och i offentliga rum. Titeln är en sammanslagning av de svenska och engelska begreppen Koreografi – Art – Cityscape.

## Tiny Festival Producers
Tiny Festival Producers är ett nomadiskt scenkonstkollektiv baserat i Göteborg som drivs av Annikki Wahlöö, Benedikte Esperi och Cia Runesson. De driver sedan 2016 The Tiny Festival på Teater Trixter och har producerat och presenterat scenkonst, tvärkonstnärliga projekt och konstnärlig forskning i en rad olika sammanhang, både nationellt och internationellt.

## Finnekumla Dans & Konstscen
Finnekumla Dans & Konstscen är en plats för residens, produktion och publika möten med fokus på samtida konstuttryck, tvärkonstnärliga möten och nutida dans. Huset rymmer en mindre dansstudio samt utställningsmiljöer och förutsättningar för performance inomhus och utomhus och samverkar med lokala och globala aktörer.